# Remy Gardner
Remy Christopher Gardner, né le 24 février 1998 à Sydney, est un pilote de vitesse moto australien, fils de Wayne Gardner. En 2017, il est le coéquipier de Xavi Vierge chez Tech 3 Racing.
Pour la saison 2019, il signe chez SAG Racing en championnat Moto2. Il a comme coéquipier Tetsuta Nagashima, un Japonais.
Il signe sa première victoire en Moto2 le 22 novembre 2020 au Portugal sur le circuit de Portimao.
Il est annoncé chez l'écurie Française Tech 3 pour la saison 2022.
Lors de la dernière course de la saison 2021 il est sacré champion du monde Moto2 avec 4 points d'avance sur son coéquipier Raúl Fernández.

## Statistiques

### Par saison
(Mise à jour après le Grand Prix moto solidaire de Barcelone 2024)
| Sais  | Cat.   | Moto      | Course | Vict | Pod | Pole | M.tour | Pts | Class |
| ----- | ------ | --------- | ------ | ---- | --- | ---- | ------ | --- | ----- |
| 2014  | Moto3  | Kalex KTM | 3      | 0    | 0   | 0    | 0      | 1   | 32e   |
| 2014  | Moto3  | KTM       | 3      | 0    | 0   | 0    | 0      | 1   | 32e   |
| 2015  | Moto3  | Mahindra  | 18     | 0    | 0   | 0    | 0      | 6   | 30e   |
| 2016  | Moto2  | Kalex     | 12     | 0    | 0   | 0    | 0      | 8   | 26e   |
| 2017  | Moto2  | Tech 3    | 17     | 0    | 0   | 0    | 0      | 23  | 21e   |
| 2018  | Moto2  | Tech 3    | 15     | 0    | 0   | 0    | 0      | 40  | 19e   |
| 2019  | Moto2  | Kalex     | 18     | 0    | 1   | 1    | 1      | 77  | 15e   |
| 2020  | Moto2  | Kalex     | 13     | 1    | 4   | 2    | 1      | 135 | 6e    |
| 2021  | Moto2  | Kalex     | 18     | 5    | 12  | 3    | 3      | 310 | 1er   |
| 2022  | MotoGP | KTM       | 20     | 0    | 0   | 0    | 0      | 13  | 23e   |
| 2024  | MotoGP | Yamaha    | 3      | 0    | 0   | 0    | 0      | 0   | 26e   |
| Total |        |           | 137    | 6    | 17  | 6    | 5      | 614 |       |

### Par catégorie
(Mise à jour après le Grand Prix moto solidaire de Barcelone 2024)
| Catégorie | Année            | 1er GP   | 1er Podium | 1re Victoire | Courses | Victoires | Podiums | Pole | M.tours¹ | Points | Titres |
| --------- | ---------------- | -------- | ---------- | ------------ | ------- | --------- | ------- | ---- | -------- | ------ | ------ |
| Moto3     | 2014-2015        | SMR 2014 |            |              | 21      | 0         | 0       | 0    | 0        | 7      | 0      |
| Moto2     | 2016-2021        | CAT 2016 | ARG 2019   | POR 2020     | 93      | 6         | 17      | 6    | 5        | 594    | 1      |
| MotoGP    | 2022, 2024-      | QAT 2022 |            |              | 23      | 0         | 0       | 0    | 0        | 13     | 0      |
| Total     | 2014-2022, 2024- |          |            |              | 137     | 6         | 17      | 6    | 5        | 614    | 1      |

### Par année
| Année | Catégorie | Moto      | 1       | 2       | 3      | 4       | 5       | 6      | 7       | 8       | 9      | 10      | 11      | 12     | 13      | 14     | 15      | 16      | 17      | 18      | 19     | 20     | Pos | Pts |
| ----- | --------- | --------- | ------- | ------- | ------ | ------- | ------- | ------ | ------- | ------- | ------ | ------- | ------- | ------ | ------- | ------ | ------- | ------- | ------- | ------- | ------ | ------ | --- | --- |
| 2014  | Moto3     | Kalex KTM | QAT     | AME     | ARG    | SPA     | FRA     | ITA    | CAT     | NED     | GER    | IND     | CZE     | GBR    | RSM 27  | ARA    | JAP     |         |         | VAL     |        |        | 32e | 1   |
| 2014  | Moto3     | KTM       | QAT     | AME     | ARG    | SPA     | FRA     | ITA    | CAT     | NED     | GER    | IND     | CZE     | GBR    |         | ARA    | JAP     | AUS 26  | MAL 15  | VAL     |        |        | 32e | 1   |
| 2015  | Moto3     | Mahindra  | QAT Ab. | AME 18  | ARG 19 | ESP 25  | FRA Ab. | ITA 23 | CAT 25  | NED 26  | GER 23 | IND 17  | CZE 17  | GBR 17 | RSM Ab. | ARA 19 | JAP Ab. | AUS 10  | MAL 22  | VAL Ab. |        |        | 30e | 6   |
| 2016  | Moto2     | Kalex     | QAT     | ARG     | AME    | ESP     | FRA     | ITA    | CAT 15  | NED 20  | GER 12 | AUT 19  | CZE 21  | GBR 20 | RSM 19  | ARA 19 | JAP 19  | AUS Ab. | MAL 13  | VAL 18  |        |        | 26e | 8   |
| 2017  | Moto2     | Tech 3    | QAT Ab. | ARG Ab. | AME    | ESP 22  | FRA 20  | ITA 14 | CAT 19  | NED 16  | GER 12 | CZE 9   | AUT 15  | GBR 20 | RSM 12  | ARA 20 | JAP 12  | AUS 15  | MAL Ab. | VAL 22  |        |        | 21e | 23  |
| 2018  | Moto2     | Tech 3    | QAT 12  | ARG 6   | AME 17 | SPA     | FRA     | ITA    | CAT 15  | NED 18  | GER 11 | CZE Ab. | AUT Ab. | GBR C  | RSM 12  | ARA 19 | THA 12  | JAP 15  | AUS Ab. | MAL Ab. | VAL 5  |        | 19e | 40  |
| 2019  | Moto2     | Kalex     | QAT 4   | ARG 2   | AME 11 | SPA DNS | FRA Ab. | ITA 13 | CAT Ab. | NED Ab. | GER 13 | CZE 16  | AUT Ab. | GBR 4  | RSM Ab. | ARA 13 | THA 12  | JAP Ab. | AUS 6   | MAL 14  | VAL 15 |        | 15e | 77  |
| 2020  | Moto2     | Kalex     | QAT 5   | SPA 7   | ANC 14 | CZE 13  | AUT Ab. | STY 3  | RSM DNS | EMR     | CAT 16 | FRA 2   | ARA 5   | TER 4  | EUR 3   | VAL 7  | POR 1   |         |         |         |        |        | 6e  | 135 |
| 2021  | Moto2     | Kalex     | QAT 2   | DOA 2   | POR 3  | SPA 4   | FRA 2   | ITA 1  | CAT 1   | GER 1   | NED 2  | STY 4   | AUT 7   | GBR 1  | ARA 2   | RSM 2  | AME Ab. | EMI 7   | ALR 1   | VAL 11  |        |        | 1er | 310 |
| 2022  | MotoGP    | KTM       | QAT 15  | INA 21  | ARG 17 | AME 20  | POR 14  | SPA 20 | FRA Ab. | ITA 19  | CAT 11 | ALL 15  | NED 19  | GBR 18 | AUT 20  | RSM 19 | ARA 16  | JPN 19  | THA Ab. | AUS 15  | MAL 18 | VAL 13 | 23e | 13  |
| 2024  | MotoGP    | Yamaha    | QAT     | POR     | AME    | ESP     | FRA     | CAT    | ITA     | NED     | ALL 19 | GBR 18  | AUT     | ARA    | RSM     | EMI    | INA     | JPN 17  | AUS     | THA     | MAL    | SLD    | 26e | 0   |

*Saison en cours

### Victoires en Moto2: 6
| Année | Lieu du Grand Prix                 | Circuit                            | Ville                |
| ----- | ---------------------------------- | ---------------------------------- | -------------------- |
| 2020  | Grand Prix moto du Portugal        | Autódromo Internacional do Algarve | Portimão             |
| 2021  | Grand Prix moto d'Italie           | Circuit de Mugello                 | Florence             |
| 2021  | Grand Prix moto de Catalogne       | Circuit de Catalogne               | Barcelone            |
| 2021  | Grand Prix moto d'Allemagne        | Sachsenring                        | Hohenstein-Ernstthal |
| 2021  | Grand Prix moto de Grande-Bretagne | Circuit de Silverstone             | Silverstone          |
| 2021  | Grand Prix moto d'Algarve          | Circuit de Portimão                | Portimão             |